# Kriegerdenkmal Kuckenburg

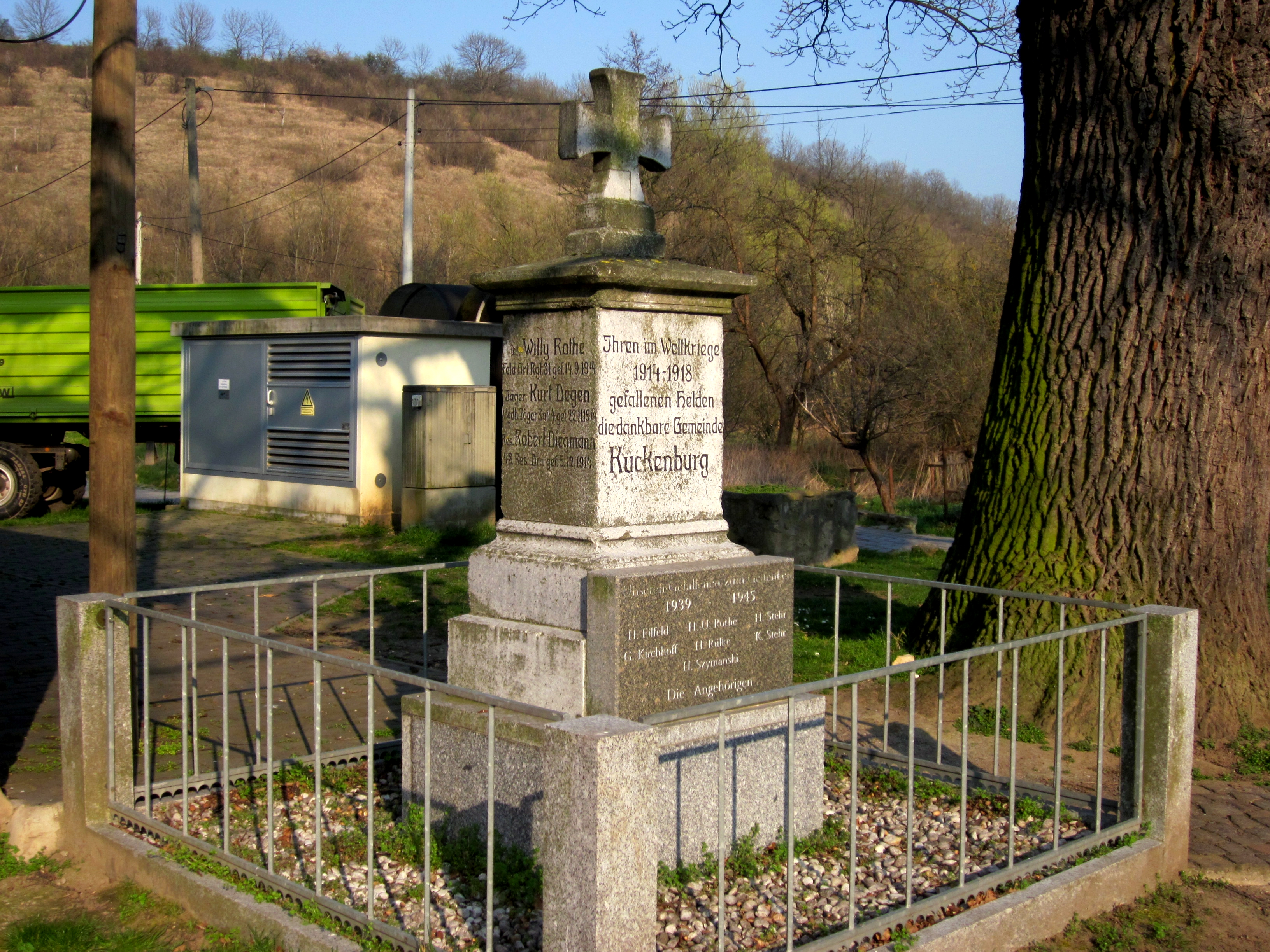
Das Kriegerdenkmal von Kuckenburg

Das Kriegerdenkmal Kuckenburg ist ein denkmalgeschütztes Kriegerdenkmal im Ortsteil Kuckenburg der Gemeinde Obhausen in Sachsen-Anhalt. Im örtlichen Denkmalverzeichnis ist das Kriegerdenkmal unter der Erfassungsnummer 094 65526 als Baudenkmal verzeichnet.
Das Kriegerdenkmal von Kuckenburg befindet sich an der Hauptstraße von Kuckenburg und wurde 1923 errichtet. Es erinnert an die sieben Soldaten des Ortes die im Ersten Weltkrieg ihr Leben verloren. Bei dem Kriegerdenkmal handelt es sich um eine Stele, die von einem Eisernem Kreuz gekrönt wird, zeitweise war es auch eine Friedenstaube gewesen. Auf drei von vier Seiten werden die Namen, Ränge. Einheiten und Todesdaten der Gefallenen genannt. Die Inschrift zur Straße hin lautet Ihre im Weltkriege 1914-1918 gefallenen Helden die dankbare Gemeinde Kuckenburg. Nach dem Zweiten Weltkrieg wurde eine Tafel an der Straßenseite für die sieben Gefallenen des Ortes im Zweiten Weltkrieg angebracht.